# پریش ان سندی پوینت
پریش ان سندی پوینت (به لاتین: Saint Anne Sandy Point Parish) یک قصبه در سنت کیتس و نویس است که در سنت کیتس و نویس واقع شده‌است. پریش ان سندی پوینت ۳٬۱۴۰ نفر جمعیت دارد.